# Kanal D Drama
Kanal D Drama es un canal de televisión por suscripción hispanófono de origen turco. Es producto de una asociación entre THEMA América, una empresa de Canal+ Group Company y Kanal D International, uno de los más grandes productores y distribuidores de dramas turcos a nivel mundial.

## Programación
- ¿Qué culpa tiene Fatmagül?
- Agentes implicados
- Amanecer
- Amor de madre
- Amor de mi vida
- Amor en blanco y negro
- Amor prohibido
- Amor y travesuras
- Asi
- Así es la vida
- Asya
- Atracción peligrosa
- Carta de despedida
- Chicas del sol
- Ciudad cruel
- Conflictos de familia
- Cruzando mares
- Dulce venganza
- El pecado del amor
- El plan perfecto
- El precio del amor
- El sobreviviente
- Guerra de las rosas
- Gülizar
- Gümüş
- Hekimoğlu
- Honor y respeto
- Hülya
- Juegos del destino
- Kuzey Güney
- La ciudad perdida
- La dama rebelde
- La familia
- La promesa
- La sombra del pasado
- La trampa del amor
- Lazos rotos
- Luz de día
- Más allá de las nubes
- Meryem
- Mi último deseo
- Mi vida eres tú
- Nueva vida
- Pequeños opuestos
- Por mi hijo
- Romance a la vuelta
- Secretos
- Secretos prohibidos
- Tormenta de pasiones
- Una receta de amor
- Verdades ocultas
- Vidas rotas
- Zeynep